# Petra Platen
Petra Platen (* 7. November 1959 in Moers) ist eine deutsche Sportmedizinerin und ehemalige Handballnationalspielerin.

## Leben
Platen studierte von 1978 bis 1987 Biologie und Humanmedizin an der Universität Köln und wurde 1987 als Ärztin approbiert. Von 1987 bis 2005 war sie Wissenschaftliche Mitarbeiterin, Assistentin, Akademische Rätin und Oberrätin an der Deutschen Sporthochschule Köln. Dabei wurde sie 1990 an der Universität Köln promoviert und 1997 an der Deutschen Sporthochschule Köln für Sportmedizin habilitiert. Seit 2005 ist sie W3-Professorin für Sportmedizin und Sporternährung an der Fakultät für Sportwissenschaft der Ruhr-Universität Bochum. Von 2017 bis 2021 war sie Dekanin der Fakultät für Sportwissenschaft. Platen ist Aufsichtsratsmitglied der Stiftung Sicherheit im Sport.
Platen war Handballspielerin bei TuS Preußen Vluyn und Bayer 04 Leverkusen sowie 208-malige Nationalspielerin der deutschen Handballnationalmannschaft. Hierbei erzielte sie 355 Länderspieltore. Als Mannschaftsführerin nahm die Spielerin auf der linken Außenposition an den Olympischen Spielen 1984 in Los Angeles teil, wo sie mit der deutschen Mannschaft den vierten Platz belegte.

## Veröffentlichungen (Auswahl)
- mit Katharina Trompeter, Daniela Fett: Prevalence of Back Pain in Sports: A Systematic Review of the Literature (2016). doi:10.1007/s40279-016-0645-3
- mit Daniela Fett, Katharina Trompeter: Back pain in elite sports: A cross-sectional study on 1114 athletes (2017). doi:10.1371/journal.pone.0180130.
- mit Katharina Trompeter, Daniela Fett: Back Pain in Rowers: A Cross-sectional Study on Prevalence, Pain Characteristics and Risk Factors (2019). doi:10.1055/a-0648-8387.
- mit Bettina Schaar: Inline-Skating. Rowohlt, Reinbek bei Hamburg 2000, ISBN 3-499-19492-9.
- mit Marion Lebenstedt, Gaby Bußmann: Ess-Störungen im Leistungssport: Ein Leitfaden für Athlet/innen, Trainer/innen, Eltern und Betreuer/innen. Sport und Buch Strauß, Köln 2004, ISBN 3-89001-135-7.